# Oudrup Sogn
Oudrup Sogn er et sogn i Vesthimmerlands Provsti (Viborg Stift).
I 1800-tallet var Salling Sogn og Oudrup Sogn annekser til Næsborg Sogn. Alle 3 sogne hørte til Slet Herred i Aalborg Amt. Næsborg-Salling-Oudrup sognekommune blev ved kommunalreformen i 1970 indlemmet i Løgstør Kommune, der ved strukturreformen i 2007 indgik i Vesthimmerlands Kommune. 
I Salling Sogn findes Oudrup Kirke.
I sognet findes følgende autoriserede stednavne:
- Birkekær (areal)
- Brådshave (bebyggelse, ejerlav)
- Brårup (bebyggelse, ejerlav)
- Doverhøj (areal)
- Halbjerg (areal)
- Hedegårde (bebyggelse)
- Hornbæk (bebyggelse, ejerlav)
- Kilderne (areal, bebyggelse)
- Lolholm (bebyggelse, ejerlav)
- Oudrup (bebyggelse, ejerlav)
- Oudrup Plantage (areal)
- Oudrup Østerhede (areal, ejerlav)
- Rønhøj (areal)
- Rønhøj Plantage (areal)